# Східноміньська Вікіпедія
Східноміньська Вікіпедія (східномін. Bànguâpedia) — розділ Вікіпедії східноміньською мовою. Створена у 2006 році. Східноміньська Вікіпедія станом на 27 березня 2025 року містить 16 646 статей, 23 143 зареєстрованих користувачів, 38 активних дописувачів, 3 адміністраторів
. Загальна кількість сторінок в східноміньській Вікіпедії — 33 467, редагувань — 103 283, мультимедійні файли відсутні
. Глибина (рівень розвитку мовного розділу) східноміньської Вікіпедії дуже мала і становить лише 3.2 пунктів
. 

## Історія
- Березень 2007 — створена 100-та стаття[3].
- Жовтень 2014 — створена 1 000-на стаття[3].
- Січень 2015 — створена 2 000-на стаття[4].